# Rue de la Salpêtrière (Nancy)
Pour les articles homonymes, voir Salpêtrière.
La rue de la Salpêtrière est une voie de la commune de Nancy, dans le département de Meurthe-et-Moselle, en région Lorraine (Grand Est).

## Situation et accès
La rue de la Salpêtrière est placée au sein de la Ville-neuve et appartient administrativement au quartier Charles III - Centre Ville.

## Origine du nom
Salpêtrerie, comme poudrerie, indique un lieu de fabrication, tandis que Salpêtrière, comme poudrière, indique un simple dépôt. Littré dit tout simplement : salpêtrerie, fabrique de salpêtre ; salpêtrière, lieu où l'on fait du salpêtre.
Au sujet de cette rue et de cet établissement ducal, Jean-Jacques Lionnois écrit ces mots : « C'est le long du mur de clôture élevé sur les fortifications démolies qu'est située la Salpêtrière où il y a un bâtiment pour les ouvriers qui travaillent à la confection
des salpêtres, et un jardin. Il y a aussi un commissaire des poudres ayant inspection sur les salpêtres de la Lorraine, du Barrois et des Trois-Evêchés. Au côté oriental, est un fort beau jardin que Édouard de Warren avait fait dresser le long du mur de clôture et près de la porte Saint-Nicolas ».

## Historique
Cette rue a été créée en 1703 le long des remparts de la Ville-Neuve, par Édouard Warren, noble irlandais, directeur des poudres et salpêtres du duc Léopold.
Elle fut nommée par lui, en souvenir de son pays natal, « rue de Dublin ».
Les religieuses Annonciades furent obligées, en 1710, de vendre les terrains de leur couvent, en bordure de la rue de la Salpêtrière. On y construisit les hôtels Thibaut et de
Boufflers-Custine
Par corruption, les nancéiens firent de Dublin le mot Bélin, d'où en 1754, la « rue de Bélin ». En 1767, elle est nommée « rue
de la Salpêtrerie » et depuis 1814 « rue de la Salpêtrière ».

## Bâtiments remarquables et lieux de mémoire
- no 3 bis : ancienne imprimerie Royer, inscrite pour sa façade au titre des monuments historiques par arrêté du 13 juillet 1994[3].
- no 4 : hôtel de Boufflers-Custine [4] où naquit en 1738 le marquis Stanislas de Boufflers[5] devenu une colocation mythique étudiante, lieu communément appelé "Salpêt" depuis 2000[6].